# Liparis averyanoviana
Liparis averyanoviana är en orkidéart som beskrevs av Dariusz Lucjan Szlachetko. Liparis averyanoviana ingår i släktet gulyxnen, och familjen orkidéer. Inga underarter finns listade i Catalogue of Life.